# Mesto vstretji izmenit nelzja
Mesto vstretji izmenit nelzja (russisk: Место встречи изменить нельзя, da.: Mødestedet kan ikke ændres) er en sovjetisk tv-miniserie fra 1979 instrueret af Stanislav Govorukhin.

## Medvirkende
- Vladimir Vysotskij som Gleb Zjeglov
- Vladimir Konkin som Vladimir Sjarapov
- Sergej Jurskij som Ivan Gruzdev
- Natalja Danilova som Varvara Sinitjkina
- Viktor Pavlov som Sergej Levtjenko